# Кеппард, Фредди
Фре́дди Ке́ппард, (англ. Freddie Keppard, или Freddy Keppard) (27 февраля 1890, Новый Орлеан — 15 июля 1933, Чикаго) — один из первых джазовых корнетистов, трубач, руководитель новоорлеанского бэнда. Вслед за Бадди Болденом считается самой значительной личностью в раннем джазе.
Фредди Кеппард родился 15 июля 1890 года в Новом Орлеане. В детстве играл на мандолине, скрипке и аккордеоне, в 16 лет освоил корнет и начал выступать в новоорлеанском составе «Olympia Orchestra». В 1907—1912 был руководителем этого же коллектива. Вскоре после того, как Бадди Болден вынужден был покинуть музыкальную сцену, Фредди Кеппард был провозглашён «Королём Кеппардом» в соответствии с новоорлеанской традицией присоединять «королевское» звание к имени лучшего музыканта города. В 1914 году Кеппард вместе с шестью другими музыкантами переезжает в Лос-Анджелес. Там он создал знаменитый «Original Creole Orchestra», с которым совершил крупные водевильные турне в Чикаго (1914) и Нью-Йорке (1915—1916).
С этим турне связаны две знаменитые истории, свидетельствующие о параноидальном страхе Кеппарда быть скопированным. Первая рассказывает о том, как Фредди Кеппард отказался сделать звуковую запись своих выступлений, которая могла быть первой в истории джаза, в результате чего первая пластинка была создана не создателями джаза, а белыми музыкантами из «Original Dixieland Jazz Band». По другой версии он отклонил это предложение, так как представители компании «Victor» предложили сначала сделать «проверочную запись» без оплаты. Кеппард отказался, предполагая, что таким образом компания хочет записать пластинку, не заплатив ни гроша. 

Вторая история связана с тем, что, согласно воспоминаниям, во время выступления он закрывал пальцы носовым платком, чтобы никто не мог подсмотреть его фирменную манеру игры.
В 1917 году Фредди Кеппард поселился в Чикаго, играл с Джо «Кинг» Оливером, Джимми Нуном, Сиднеем Беше и другими музыкантами раннего джаза.
С 1924 по 1927 года он записывался с оркестрами, а в 1926 году выпустил пластинку под собственным именем «Freddie Keppard’s Jazz Cardinals». Эти записи показывают, что стиль Кеппарда, достаточно техничный и импровизационный, испытывал влияние раннего новоорлеанского джаза, который развивался в строгих рамках регтайма. Но по мнению многих его современников, эти записи показывали, что это уже не тот Кеппард, которого они знали в лучшие его годы.
В последние годы Фредди Кеппард страдал алкоголизмом и туберкулёзом. Умер 15 июля 1933 года в Чикаго.